# Bernard Bourreau
Pour les articles homonymes, voir Bourreau (homonymie).
Bernard Bourreau est un ancien coureur cycliste français, né le 2 septembre 1951 à Garat (Charente), et un ancien sélectionneur de l'équipe de France masculine de cyclisme sur route. Bourreau est sociétaire au club cycliste local du CA Cicray-Maison Minor. Il a également été directeur sportif de l'équipe de France de 2013 à 2016.

## Biographie
En 1973, Bernard Bourreau, mesurant 1,64 m, devient coureur professionnel à la fin de l'année, après être monté sur le podium du championnat du monde amateurs, du Tour de l'Avenir, et avoir remporté la Route de France ainsi que la première édition du Tour du Gévaudan.
Il reste professionnel jusqu'en 1984. Il remporte 5 victoires (hors critériums). Il remporte sa victoire la plus prestigieuse, dès sa première année professionnelle (complète), en gagnant le Grand Prix d'Isbergues. En 1984, il dispute, en fin de saison, le Championnat du monde, alors que son contrat n'est pas renouvelé chez Peugeot. Il le termine premier Français en prenant la 5e place.
Il a participé au total à 11 Tours de France (2e d'une étape en 1977, 3e d'une étape en 1980).
Il a été l'un des coéquipiers de Bernard Thévenet, Gilbert Duclos-Lassalle, Hennie Kuiper, Jean-René Bernaudeau ou bien encore de Pascal Simon.
Il suit les cours de professorat du sport en 1985-1986 à l’Institut national supérieur d'éducation physique (INSEP), puis est recruté au bataillon de Joinville. De 1988 à 2004, il est entraîneur national de l'équipe de France junior. En 2005, Bernard Bourreau devient entraîneur national de l'équipe de France espoirs de cyclisme sur route, qu'il mène au titre de champion du monde espoirs avec Romain Sicard en 2009 puis Arnaud Démare en 2011. Cette même année, il devient l'assistant de Laurent Jalabert, nouveau sélectionneur de l'équipe de France élite masculine. En 2013, la Fédération française de cyclisme le nomme sélectionneur de cette équipe où il succède à Laurent Jalabert, démissionnaire. Le 21 novembre 2016, il annonce qu'il prend sa retraite.
Une cyclo-sportive, La Bernard Bourreau porte son nom.

## Palmarès

### Coureur amateur
- Amateur
  - 1967-1973 : 120 victoires
- 1968
  -  Champion de France sur route juniors[6]
- 1969
  - Circuit de Terrebourg
- 1970
  - 4e étape du Tour du Limousin
  - 2e du championnat de France des sociétés
- 1971
  - Manx Trophy
  - Tour des Alpes de Provence
- 1972
  -  Champion de France militaires sur route
  - 1re étape du Trophée Peugeot de l'Avenir (contre-la-montre par équipes)
  - 2e de Paris-Évreux
  -  Médaillé d'argent du championnat du monde militaires sur route
  - 3e du Trophée Peugeot de l'Avenir
- 1973
  - Palme d'or Merlin-Plage
  - Circuit du Cantal
  - Route de France
  - Tour du Gévaudan
  - 1re et 4e étapes du Baby Giro
  - Grand Prix de l'Équipe et du CV 19e (ex Paris-Tours espoirs)
  - 2e du Tour des Alpes de Provence
  - 3e du Baby Giro
  - 3e du Trophée Peugeot de l'Avenir
  -  Médaillé de bronze du championnat du monde sur route amateurs

### Coureur professionnel
| - 1974 - Grand Prix d'Isbergues - 3e du championnat de France sur route - 9e de Tours-Paris - 1975 - 2e étape du Circuit de la Sarthe - Route nivernaise - 2e du Circuit de l'Indre - 1976 - Grand Prix de Montauroux - 4e étape de l'Étoile des Espoirs - 3e du Circuit de l'Indre - 1978 - 2e étape du Tour du Limousin - 10e de l'Amstel Gold Race | - 1980 - 4ea étape du Tour du Vaucluse - 1981 - Tour de Vendée - 3e du Grand Prix de Monaco - 6e du Grand Prix du Midi libre - 1982 - 6e étape du Clásico RCN - 1983 - 2e du Grand Prix d'Antibes - 1984 - 2e du Circuit de l'Aulne - 5e du championnat du monde sur route |  |

### Entraîneur
- 2002 : entraîne Arnaud Gérard, champion du monde junior sur route à Zolder

## Résultats sur les grands tours

### Tour de France
11 participations.
- 1974 : 52e
- 1975 : 40e
- 1976 : 30e
- 1977 : 34e
- 1978 : 28e
- 1979 : 79e
- 1980 : 40e
- 1981 : 72e
- 1982 : abandon (17e étape)
- 1983 : 53e
- 1984 : 86e

### Tour d'Espagne
1 participation.
- 1974 : 36e